# Hakasi
Hakasi (Abakanski Tatari) turkijski narod koji živi u ruskoj republici Hakasiji u južnom Sibiru. Govore hakaskim jezikom.

## Povijest naroda
U 17. stoljeću na području današnje Hakasije je bilo središte područja Jenisejskih Kirgiza, koji su tada bili vazali raznim mongolskim vladarima.
Nakon povlačenja Kirgiza, slijedilo je rusko osvajanje, i za njim struja ruskih poljodjelskih doseljenika. Po jednoj teoriji, Hakasi su narod srodan Kirgizima (postoji teorija moguće je da su Hakasi potomci Kirgiza koji su ostali iza kad je većina tog naroda počela seliti prema jugozapadu). Tradicionalno su Hakasi naseljavali prostranstva uz središnjim tok rijeke Jenisej u Sibiru, i bili su nomadski stočari. 
Uokolo minusinskih rudnika zlata nastalo je 1820-ih industrijsko središte. Dio domorodaca u 19. stoljeću je preuzeo ruski način života i  
u zadnja dva stoljeća su pokršteni (postali su vjernici ruskog pravoslavlja). Ruske vlasti su ih prisilile na Sjedilački život.
Tijekom ruske revolucije 1905. nastao je autonomistički pokret. Nakon pobjede sovjeta, 1923. se osnovalo nacionalni okrug Hakasa, koji je 1930. dobio status autonomne oblasti. Godine 1992. ta oblast izrasta u današnju republiku Hakasiju.

## Pregled
U Republici Hakasiji čine samo 12% stanovništva (65.421 prema popisu iz 2002.) U Rusiji su poznati i po drugim, uglavnom povijesnim imenima: Minusinski Tatari, Abakanski Tatari i Jenisejski Turci.

### Etničke skupine, tradicionalno gospodarstvo
Godine 1923. etničke su skupine Beljtiri, Sagajci, Kača, Kojbali i Kiziljci (Xyzyl) obuhvaćene pod Hakase. Beljtiri i Kojbali su turcizirani Kamasin Samojedi. Njihove tradicionalne gospodarske djelatnosti su bile nomadsko stočarstvo, djelimice praćeno poljodjelstvom, lovom i ribolovom.
Beljtiri su se u "predrusko vrijeme" bili specijalizirali za kovačke rukotvorine.
Vidi još: Čulimci, Kamasini, Šori

## Religija
Tradicionalna religija Hakasa je šamanizam s primjesama budizma. Od 19. stoljeća mnogi su prešli na rusko pravoslavlje.

## Gospodarstvo
Tradicionalne gospodarske grane su nomadsko stočarstvo, zemljoradnja, lov i ribolov.